# Municipio de Grand Lake
El municipio de Grand Lake (en inglés: Grand Lake Township) es un municipio ubicado en el condado de St. Louis en el estado estadounidense de Minnesota. En el año 2010 tenía una población de 2779 habitantes y una densidad poblacional de 15,02 personas por km².

## Geografía
El municipio de Grand Lake se encuentra ubicado en las coordenadas 46°55′55″N 92°21′50″O / 46.93194, -92.36389. Según la Oficina del Censo de los Estados Unidos, el municipio tiene una superficie total de 185.07 km², de la cual 170.63 km² corresponden a tierra firme y (7.8%) 14.44 km² es agua.

## Demografía
Según el censo de 2010, había 2779 personas residiendo en el municipio de Grand Lake. La densidad de población era de 15,02 hab./km². De los 2779 habitantes, el municipio de Grand Lake estaba compuesto por el 96.01% blancos, el 0.76% eran afroamericanos, el 1.76% eran amerindios, el 0.32% eran asiáticos, el 0.04% eran isleños del Pacífico, el 0.22% eran de otras razas y el 0.9% pertenecían a dos o más razas. Del total de la población el 0.97% eran hispanos o latinos de cualquier raza.